# خويمان (الرقة)
خويمان قرية سورية تتبع ناحية المنصورة في منطقة الثورة في محافظة الرقة. بلغ عدد سكانها 109 نسمة في عام 2004 حسب إحصاء المكتب المركزي للإحصاء.